# 스페인-프랑스 관계
스페인-프랑스 관계에서는 스페인과 프랑스 간의 역사, 외교 등을 설명한다. 두 국가는 유럽 연합의 주요 국가이며, 북대서양 조약 기구 회원국이며, 지리적으로 인접한 국가로서 긴밀한 관계를 공유한다.

## 역사

### 스페인 왕위 계승 전쟁
스페인의 카를로스 2세(1661~1700, 재위 1665~1700)는 아주 어릴 적부터 정신적으로나 육체적으로나 약한 사람이었기 때문에, 그가 후계자를 낳지 못할 것이라는 것은 확실했다. 그러므로 스페인 뿐만 아니라 이탈리아와 저지대 국가, 그리고 아메리카의 주도권을 물려받는 스페인의 왕위 계승에 관한 문제는 중요한 문제가 되었다. 두 왕조가 스페인의 왕권을 주장하였다. 그들은 프랑스의 부르봉 왕가와 오스트리아의 합스부르크 왕가로 이들 왕조는 스페인의 왕위와 밀접하게 연관되어 있었다. 가장 직접적이고 정당한 후계자는 루이 14세(재위 1643~1715)와 카를로스 2세의 이복 누나인 스페인의 공주 마리아 테레사 사이에서 태어난 유일한 합법적인 아들 프랑스의 왕세자 루이(1661~1711)였다. 여기에 더해 루이 14세의 어머니 오스트리아의 앤(1601~66)이 카를로스 2세의 아버지인 펠리페 4세(1605~65)와는 남매지간이므로, 루이 14세는 자신의 아내 마리아 테레사 및 카를로스 2세와는 사촌이기도 하였다. 다음 프랑스의 왕위를 계승할 것이 분명한 프랑스의 왕세자가 덧붙여 스페인의 왕위까지 계승하는 것은 다른 유럽인들이 보기에 매우 곤란한 선택이었는데, 그가 프랑스와 스페인의 왕국들을 상속한다면, 그는 광대한 영토를 차지하게 되고, 이는 유럽의 힘의 균형을 위협하기 때문이다.
대동맹 전쟁(1688~)이 1697년에 종결했을 때, 스페인 왕위 계승과 관련된 문제는 결정적인 것이 되었다. 전투로 지친 영국과 프랑스는 스페인의 왕위를 바이에른의 선제후 요제프 페르디난트(1692~99) ― 펠리페 4세의 외증손자 ― 가 계승하고, 이탈리아와 저지대의 스페인 영토를 프랑스와 오스트리아가 분할한다는 제1차 분할 조약(1698, First Partition Treaty)에 합의하였다. 이 결정은 그들의 제국을 분할하는 데 격렬히 저항하는 스페인의 의견을 묻지 않고 체결되었다. 게다가 조약이 1698년 세간에 알려졌을 때, 카를로스 2세는 요제프 페르디난트를 영국과 프랑스가 선택한 땅만이 아니라 전 스페인 제국의 계승자로 인정하였다. 그러나 1699년 어린 바이에른의 공작이 천연두로 갑작스럽게 사망하자, 스페인의 왕위 계승에 관한 문제가 다시 불거지게 되었다. 영국과 프랑스는 스페인의 왕권을  카를 대공(1685~1740)에게 넘기고, 이탈리아 영토는 프랑스가 차지하고, 카를 대공은 나머지 스페인 영토를 획득하는 내용의 제2차 분할 조약(Second Partition Treaty)을 체결하였다. 이러한 협정에 싫증을 내던 스페인에서는 사람들이 분할에 반대하는 데는 통일되어 있었으나, 왕위를 부르봉이 계승할 것인가, 합스부르크가 계승할 것인가에 대해서는 분열되어 있었다. 그러나 프랑스를 지지하는 이들이 다수를 이루었다. 그리고 1700년 10월 카를로스 2세는 ― 스페인의 공주이자 프랑스의 왕 루이 14세(재위 1643~1715)의 아내인 오스트리아의 마리 테레즈의 요구에 따라―그의 영토를 프랑스 왕세자의 둘째 아들 앙주 공작(1683~1746)에게 물려주는 데에 동의했다. 카를로스 2세는 프랑스와 스페인이 합병되는 것을 막기 위해 앙주 공작이 프랑스의 왕위를 계승할 경우 스페인의 왕위는 앙주 공작의 동생 베리 공작(duc de Berri)에게 돌아가야 한다고 주장하였다. 앙주와 그의 동생 이후에야 카를 대공은 왕위 계승권자가 될 수 있었다.
프랑스 왕국이 이 유언을 알았을 때, 루이 14세의 조언자들은 스페인 전토에 대한 계승권을 주장하면서 전쟁의 위험을 감수하는 것보다는 1700년에 체결된 제2차 분할 조약을 받아들이는 것이 안전하다고 루이 14세를 설득하였다. 그러나 프랑스의 외무장관 투르시 후작 장바티스트 콜베르(Jean-Baptiste Colbert de Torcy)는 프랑스가 스페인의 전토 또는 일부를 계승하더라도 1700년에 체결된 제2차 분할 조약에 명시된 분할을 받아들이지 않는 오스트리아와 어쩔 수 없이 전쟁상태에 돌입할 것이라고 주장하였다. 게다가 카를로스 2세의 유언은 앙주가 스페인 전토를 계승하지 않으면, 다른 어느 곳도 계승하지 못할 것이라고 명시해놓고 있었다. 만약 거절한다면, 앙주의 동생 베리  공작 샤를에게 스페인 전토의 계승권이 주어지고, 만약 샤를도 이를 거부한다면 오스트리아의 카를 대공이 계승하게 되어 있었다. 영국과 네덜란드 같은 해양의 강대국들은 ― 분할 조약을 따르지 않으려는 오스트리아와 스페인에게 조약을 강요하기 위해 ― 프랑스가 오스트리아, 스페인과 전쟁을 벌이더라도 참여하지 않는다는 것을 알고 루이 14세는 그의 손자가 스페인의 왕위를 계승하는 것을 받아들였다.
카를로스 2세는 1700년 11월 1일 사망했고, 11월 24일 루이 14세는 앙주 공작을 스페인의 왕,  스페인의 펠리페 5세(재위 1700~24, 1724~46)로 선언하였다. 루이 14세는 유럽에서 프랑스의 헤게모니를 확고히 하려는 노력을 더 공세적으로 취하기 시작했다. 그는 스페인과의 교역에서 영국과 네덜란드를 배제하였다. 이에 대항하여 스페인 왕위에 대한 합스부르크 왕가의 권리를 주장하기 위해 신성로마제국 황제의 레오폴트 1세(재위 1658~1705)가 스페인 왕위의 계승권을 주장하면서  스페인 왕위 계승 전쟁이 서서히 시작되었다.  그러나 루이 14세가 그의 영토확장을 위한 공세를 강화했을 때 다른 유럽 국가(영국을 주도로, 포르투갈과 네덜란드 공화국) 역시 프랑스의 영토 확장을 제어하기 위해 신성로마제국 측에 참여하였다. 다른 국가들도 새로운 영토를 확보하거나, 지금 소유하고 있는 영토를 지키기 위해 프랑스와 스페인에 대항하는 연합군에 참여하였다. 이 전쟁의 종결을 위해 처음 의논된 문제는 프랑스와 스페인으로부터 그들의 왕위가 한 사람에게 물려져서는 안 된다는 보장을 받는 것이었고, 이 문제로 인해 회담은 1712년 7월 10일까지 진척되지 않았다. 펠리페 5세가 스페인과 프랑스의 왕위가 한 사람에게 양위되게 하지 않겠다는 데 합의를 하고 영국과 프랑스가 휴전에 동의하자, 평화협정은 가속도가 붙었고, 주된 협정들이 1713년 4월 11일에 최종적으로 맺어졌다. 즉, 전쟁은 위트레흐트 조약(1713)과 라슈타트 조약(Rastatt 1714년)으로 종결되었다. 이 조약들로 펠리페 5세는 스페인의 왕좌를 지켰으나, 프랑스의 왕위는 계승할 수 없게 되었고, 따라서 두 왕국이 합쳐질 위험은 사라졌다.  마찬가지로 프랑스의 베리 공작(루이 14세의 가장 어린 손자)과 오를레앙 공작(루이 14세의 조카)과 같은 프랑스 공작들 및 그 자손들은 스페인의 왕권에 대한 주장을 포기해야만 했다. 스페인은 벨기에 · 룩셈부르크 · 이탈리아 · 사르데냐를 잃었다. 그 이후로 스페인은 유럽에서의 입지가 좁아져서, 숙적 프랑스의 영향을 많이 받게 되었다. 유럽의 모든 나라들과 마찬가지로 스페인 역시 불가피하게 프랑스 혁명과 그뒤를 이은 나폴레옹 전쟁의 소용돌이에 휘말렸다.

### 프랑스 혁명 전쟁
프랑스 혁명(1789)으로 루이 16세가 처형(1793년 1월 21일)되자 스페인도 반혁명의 입장에 서게 되었고, 잉글랜드가 주도하는 제1차 대프랑스 동맹(1793)에 가담하였다. 그러자 프랑스는 스페인에 대해서도 선전 포고를 했다. 1793년 5월 31일 지롱드파 의원의 체포 이후 프랑스 리옹 · 아비뇽 · 님 · 마르세유 등 각지에서 잇따라 반란이 일어났다. 툴롱은 온건파가 자코뱅파를 축출했지만, 더 많은 왕당파에 의해 함락되었다. 혁명파의 리옹 · 마르세유의 탈환과 그 후에 행해진 처참한 보복이 전해지자, 당베르 남작이 이끄는 왕당파군은 영국-스페인 연합 함대에 도움을 요청했다. 8월 28일, 영국의 사뮤엘 후드 제독과 스페인 랑가라 제독은 프랑스 정부군에 대항하기 위해 영국 · 스페인 · 나폴리 · 피에몬테의 각 군으로 구성된 13,000명의 군대를 보냈다. 10월 1일, 당베르 남작은 루이 17세의 프랑스 왕위 계승을 선언하여 왕당파의 깃발 “플레흐 드 리스”를 내걸고 툴롱 마을을 영국 해군에게 맡겼다. 이에 대항하여 프랑스 측의 포병 장교 나폴레옹은 툴롱의 항구를 제압하기 위한 이상적인 포병 진지의 위치 ―영국 측도 위협이 될 것으로 보고 있던 그 지점 ― 를 찾아내서 격렬한 공격으로 공략(툴롱 포위전, 1793년 9월 18일 - 1793년 12월 18일)하면서, 후드 제독의 지휘하는 영국 함대는 항구에서 탈출할 수 밖에 없었고, 반란은 강제로 진압되었다. 1795년 프랑스군은 스페인에서 진격을 거듭, 스페인과 평화에 응했다. 7월 22일 제2차 바젤 조약에서 스페인은 점령지의 회복에 대한 대가로 혁명 정부의 승인과 산토도밍고(현, 도미니카 공화국)의 할양을 인정했다. 양국의 강화에 따라 프랑스는 즉각적인 궁지를 벗어났다.

### 나폴레옹 전쟁
나폴레옹 전쟁(1803~15) 발발 당시, 스페인과 프랑스는 동맹 관계였다.  스페인은 트라팔가르 해전(1805) 및 포르투갈 침공(1807)에도 함께 싸웠으나, 국내에서는 국왕 카를로스 4세와 그의 아들 페르난도 7세가 대립하였다. 1808년 나폴레옹은 두 사람을 유폐시키고, 대신 자신의 형 조제프 보나파르트-그는 이미 나폴레옹에 의해1806년부터 나폴리와 시칠리아의 국왕에 임명된 상태였다 - 를 왕위에 올렸다. 이에 반발한 민중은 5월 2일 마드리드에서 봉기했다. 이 반란은 삽시간에 스페인 전역으로 확산되었다. 반란을 지원하기 위해 영국은 웰즐리(후에 웰링턴 공작)의 부대를 파견하였다. 11월 나폴레옹은 직접 20만 대군을 이끌고 스페인을 침공해 1809년 1월까지 영국군을 몰아낸 후, 전후 처리를 술트 원수에게 맡기고 귀환했다. 그러나 그 뒤에도 스페인 측은 게릴라전과 영국의 지원을 받으며 완강한 저항을 계속했다. 이 반도(半島) 전쟁은 진흙탕 전쟁으로 변하고, 프랑스는 대군을 몰아넣었으나 최종적으로 패배했다.

## 같이 보기
- 프랑스의 대외 관계
- 스페인의 대외 관계